# Iepàntxino
Iepàntxino (en rus: Епанчино) és un poble de l'óblast de Tambov, a Rússia, segons el cens del 2010 tenia 128 habitants.